# Montviron
Montviron är en kommun i departementet Manche i regionen Normandie i norra Frankrike. Kommunen ligger i kantonen Sartilly som tillhör arrondissementet Avranches. År 2018 hade Montviron 340 invånare.

## Befolkningsutveckling
Antalet invånare i kommunen Montviron
| Referens: INSEE |